# Sasperanto
Sasperanto (sammensat af SAS og esperanto) er en humoristisk ordkonstruktion opfundet af ansatte i det skandinaviske luftfartsselskab SAS i 1950'erne på grund af at man i selskabet ofte brugte et (uofficielt) talesprog, som var muliggjort af at de skandinaviske sprog er meget lig hinanden. Sasperanto er en blanding af norsk, svensk, dansk og engelsk, fordi SAS er en sammenslutning af det norske DNL, det danske DDL, det svenske ABA, og fordi koncernsproget er engelsk.
 Der er for få eller ingen kildehenvisninger i denne artikel, hvilket er et problem. Du kan hjælpe ved at angive troværdige kilder til de påstande, som fremføres i artiklen.